# Martin Hamuljak
Martin Hamuljak (ur. 19 kwietnia 1789 w Jasienicy Orawskiej, zm. 31 marca 1859 w Namiestowie) – słowacki prawnik, wydawca, redaktor i językoznawca. Zajmował się problematyką słowackiego języka literackiego. Był organizatorem życia narodowego i urzędnikiem państwowym.